# Santa Clara do Sul
Santa Clara do Sul is een gemeente in de Braziliaanse deelstaat Rio Grande do Sul. De gemeente telt 5.868 inwoners (schatting 2009).